# Main Event der World Series of Poker 1996
Das Main Event der World Series of Poker 1996 war das Hauptturnier der 27. Austragung der Poker-Weltmeisterschaft in Las Vegas.

## Turnierstruktur
Das Hauptturnier der World Series of Poker in No Limit Hold’em startete am 14. Mai und endete mit dem Finaltisch am 18. Mai 1996. Ausgetragen wurde das Turnier im Binion’s Horseshoe in Las Vegas. Die insgesamt 295 Teilnehmer mussten ein Buy-in von je 10.000 US-Dollar zahlen, für sie gab es 27 bezahlte Plätze. Beste Frau war die Britin Lucy Rokach, die den 26. Platz für 19.500 Dollar belegte.

## Finaltisch

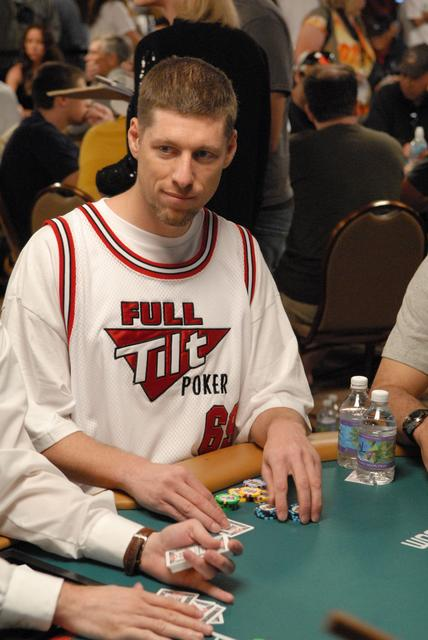
Huck Seed (2007)

Der Finaltisch wurde am 18. Mai 1996 ausgespielt. In der finalen Hand gewann Seed mit 9♦ 8♦ gegen Van Horn mit K♣ 8♣.
| Platz | Herkunft           | Spieler        | Preisgeld (in $) |
| ----- | ------------------ | -------------- | ---------------- |
| 1     | Vereinigte Staaten | Huck Seed      | 1.000.000        |
| 2     | Vereinigte Staaten | Bruce Van Horn | 0.585.000        |
| 3     | Vereinigte Staaten | John Bonetti   | 0.341.250        |
| 4     | Vereinigte Staaten | Men Nguyen     | 0.195.000        |
| 5     | Vereinigte Staaten | An Tran        | 0.128.700        |
| 6     | Kanada             | Andre Boyer    | 0.097.500        |